# Bathypolypus sponsalis
Bathypolypus sponsalis é uma espécie de molusco pertencente à família Octopodidae.
A autoridade científica da espécie é P. Fischer & H. Fischer, tendo sido descrita no ano de 1892.
Trata-se de uma espécie presente no território português, incluindo a zona económica exclusiva.